# Äppelmust

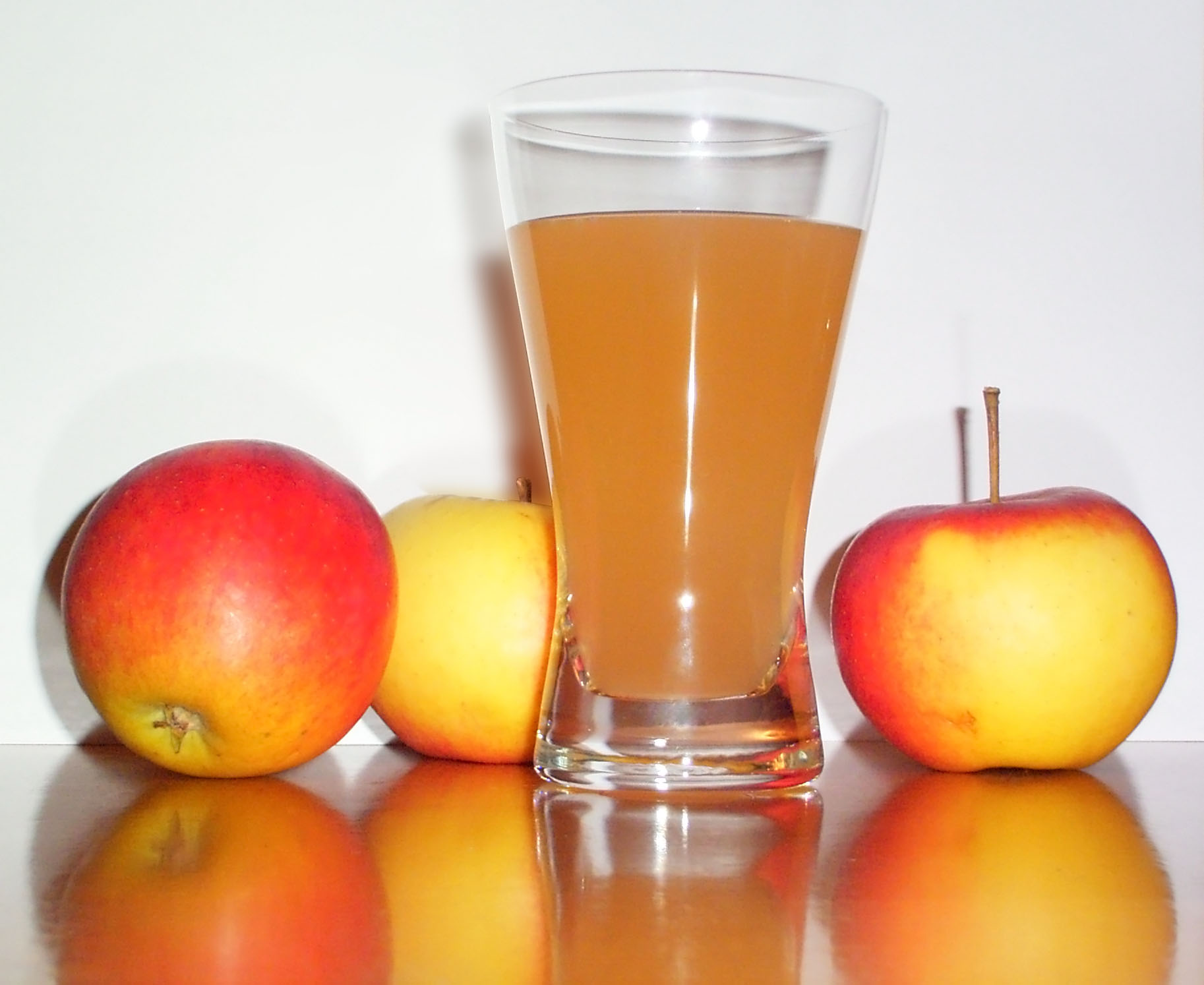
Äppelmust

Äppelmust är en must som tillverkas av färskpressade äpplen. Äppeljuice utan tillsatt socker får kallas äppelmust. Äppelmust som fått jäsa benämns äppelcider. Äppelmust tillverkas både som ensortsmust och flersortsmust.
Äppelmust har vanligtvis en syrahalt av 0,5–0,9 %.
Äpple med låg sockerhalt som Transparente blanche, Quinte, Frösåker och Berner Rosenäpple används normalt inte för äppelmust eftersom musten då får en ganska fadd smak. Äppelmust tillverkas både grumlig och klar. Äppelmust som ej är pastöriserad eller filtrerad bör frysas in eller konsumeras inom några dagar. Skillnaden mellan must och äppeljuice är att must görs på 100 procent kallpressade äpplen, medan det som kallas äppeljuice ofta görs på koncentrat som späds med vatten.

## Framställning

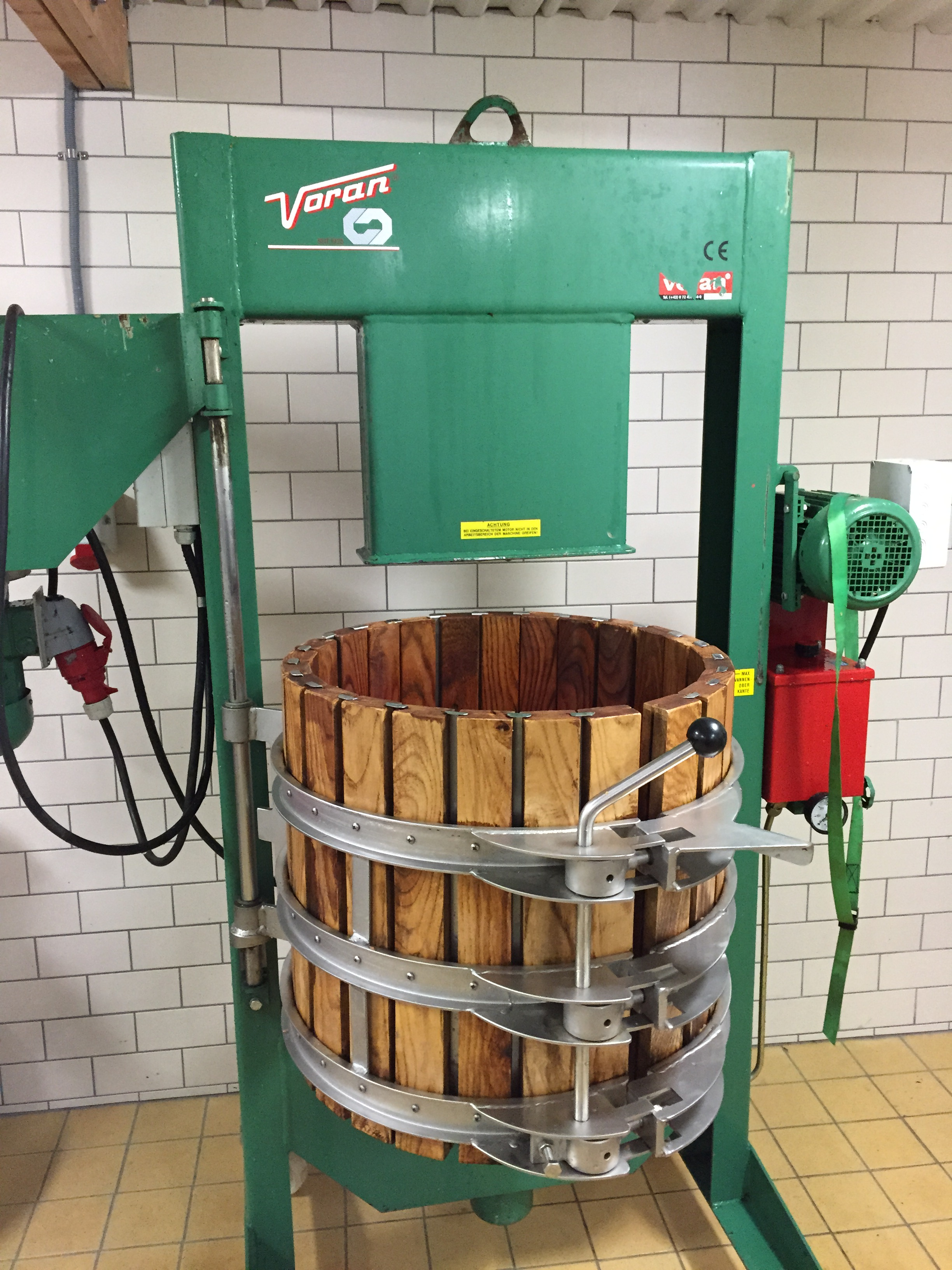
En hydraulisk äppelpress

Äppelmust framställs genom att äpplena krossas och saften pressas ut med skruv- eller hydrauliska pressar. Musten kan därefter klarnas med tanninggelatin eller med hjälp av klarningsenzym, som sönderdelar de kolloidala pektinämnena i mindre molekyler, som kan gå i lösning. Härefter filtreras musten. För att undvika jäsning under tillverkning och lagring, kan den värmebehandlas med så kallad pastörisering (78-80 °C) och kan filtreras i finporiga filter, tillräckliga för att frånfiltrera mikroorganismer i musten. Alternativt kan förvaring ske under kolsyretryck. Musten lagras sedan under några månader i sterila tankar innan den om önskvärt klarfiltreras och tappas på flaskor. Must innehåller naturligt jäst. Mängden syra i äpplena, vilket skiljer sig åt mellan olika äppelsorter, påverkar hållbarheten på musten.
Vid egentillverkning av äpplemust kan musten frysas in.